# Manley (Nebraska)
Manley – wieś w Stanach Zjednoczonych, w stanie Nebraska, w hrabstwie Cass.